# Пятая битва при Гао
Пятая битва при Гао — эпизод Туарегского восстания, в ходе которого 23 марта — 24 марта 2013 года в Гао произошло боевое столкновение между повстанцами туарегами из исламистской группировки «Движение за единство и джихад в Западной Африке» и войсками коалиции. В результате боевого столкновения атака боевиков была отбита силами коалиции.

## Предыстория
Гао был возвращен под контроль правительства в январе 2013 года в результате франко-африканской военной операции, в ходе которой главные города северного Мали были освобождены от боевиков исламских группировок, оккупировавших регион с 2012 года.
В течение нескольких недель после ухода джихадистов Гао подвергался неоднократным нападениям террористов-смертников, а окрестности города стали ареной столкновений между войсками союзников и исламистов.
23 марта в ходе антитеррористической операции малийские и французские силы проводили рейд по выявлению граждан, подозреваемых в связях с группировкой Движение за единство и джихад в Западной Африке на острове Бера. В ходе этой операции было арестовано девять человек, в том числе сын одного из лидеров боевиков.

## История
Несколько часов спустя, в ночь с 23 на 24 марта, группа боевиков Движения за единство и джихад в Западной Африке попыталась проникнуть в город Гао в районе Четвёртого квартала, на северо-востоке города. Начался бой между боевиками и малийской, нигерийской армиями, французским контингентом, базировавшимися в аэропорту Гао, а также 160 гвинейскими солдатами, прибывшими в город за три дня до этого. После этого военные действия переместились в район Шато на восточном выезде из города, трех километрах от малийского военного лагеря 2 и аэропорта. Однако и эта атака боевиков была отбита бойцами 92-го пехотного полка. После чего, рано утром группа боевиков в составе 9 человек, вооружённых автоматами Калашникова, РПГ-7 и Поясами шахида, удалось проникнуть в город, несмотря на блокпосты и патрули, через реку Нигер.
Двухчасовой бой закончился победой сил коалиции на пустыре к северу от города, при поддержке местного населения, которое также выступило против исламистов, а также применения бронетехники французским контингентом.

### Потери сторон
В ходе боя погиб один малийский солдат, четверо были ранены. Четыре боевика группировки Движение за единство и джихад в Западной Африке были убиты и двое ранены. Также погибли два мирных жителя.